# Martin Wadner
Gustaf Martin Wadner, född den 18 juni 1889 i Strå församling, Östergötlands län, död den 12 augusti 1976 i Borgholms församling, Öland, Kalmar län, var en svensk militär.
Wadner blev underlöjtnant vid Första livgrenadjärregementet 1910, löjtnant där 1915, kapten vid generalstaben 1921, vid Kronobergs regemente 1928, och major vid Hallands regemente 1933. Han var redaktionssekreterare vid tidskriften Landstormsmannen 1925–1947 och ledamot av Centralförbundets för befälsutbildning överstyrelse och dess verkställande utskott 1928–1947. Wadner befordrades till överstelöjtnant 1937 och till överste 1940. Han blev tillförordnad chef för Hallands regemente 1940 och övergick till Norra skånska infanteriregementet 1941. Wadner var befälhavare i Norrköpings-Linköpings försvarsområde 1942–1948. Wadner blev riddare av Svärdsorden 1931 och kommendör av andra klassen av samma orden 1945.
Wadner gifte sig 1914 med Tyra Nordquist. Makarna var föräldrar till Britt Wadner. Efter första hustruns död 1967 gifte Wadner om sig 1969 med Aina Palmquist. Han vilar tillsammans med sin andra hustru i hennes familjegrav på Borgholms kyrkogård.